# Escándalo de las mensualidades
Escándalo de las mensualidades (en portugués: Escândalo do Mensalão) es el nombre dado a la crisis política sufrida por el gobierno brasileño en 2005 en relación con un caso de corrupción política en la Cámara de Diputados de Brasil. El término «mensalão», en ocasiones adaptado al español como «mensalón», es un neologismo y significa «gran mensualidad» o «gran mesada». Fue acuñado por Roberto Jefferson, uno de los involucrados y principal responsable de que el hecho se hiciera público. El caso tuvo como protagonistas a algunos miembros del Partido de los Trabajadores, Partido Popular Socialista, Partido Laborista Brasileño, Partido de la República, Partido Socialista Brasileño, Partido Republicano Progresista y Partido Progresista.

## Antecedentes
El sábado 18 de septiembre de 2004, llegó a los quioscos brasileños la edición 1.872 de la revista semanal Veja, con fecha del miércoles 22 de septiembre, en cuya portada se podía leer el titular: "El escándalo de la compraventa del PTB por el PT. Salió por 10 millones de reales". En la página 44, el artículo "10 millones de divergencias" cuenta las bases sobre las que se pudo haber asentado la alianza entre el Partido Laborista Brasileño (PTB) y el Partido de los Trabajadores (PT). Según la publicación, el PT se comprometía a pagar la suma de 150 000 R$ a cada diputado federal del PTB, en pago del apoyo de los parlamentarios del este último partido al Ejecutivo. El incumplimiento de la promesa habría provocado la ruptura entre los dos partidos, lo que vino a culminar con la serie de denuncias de corrupción difundidas a partir de mayo de 2005.
El 24 de septiembre de 2004, el periódico carioca Jornal do Brasil publica en su sección 'Brasil' el artículo "Miro denuncia sobornos en el Congreso", destacado en la primera página con el titular "Planalto paga mensualidades a diputados". El artículo, que hace mención al que había sido publicado anteriormente en la revista Veja, dice que Asesto Teixeira, exministro de las Comunicaciones, había comunicado la existencia del "mensalão" (mensualidad) al Ministerio Público Federal.
Al día siguiente, el mismo Jornal do Brasil publica otra noticia que dice que el entonces Presidente de la Cámara de los Diputados, João Paulo Cunha (PT), se comprometía a investigar profundamente la denuncia. Según el diario, el presidente Nacional del PPS, Roberto Freire, comentó: "Este asunto circula desde hace meses en el Congreso sin que nadie tenga el valor de encararlo".

## La mecha que encendió el escándalo
El sábado 14 de mayo de 2005, sale a la venta el número 1905 de Veja, con fecha del miércoles 18 de mayo. En la página 54, el artículo "El hombre clave del PTB" denuncia un esquema de corrupción en los Correos, lo que fue destacado en la portada de la revista con el titular "El vídeo de la corrupción en Brasilia". El artículo relata, con base en grabaciones hechas con una cámara escondida, que el director del Departamento de Contratación y Administración de Material de los Correos, Maurício Marinho, les explica a sus interlocutores (dos empresarios) el funcionamiento del esquema de pago de propina para defraudar licitaciones, esquema que sería gestionado por el director de Administración de los Correos, Antônio Osório Batista, y por Roberto Jefferson, diputado federal por Estado de Río de Janeiro y presidente del PTB. El vídeo, anteriormente divulgado por las principales cadenas de televisión, muestra a Marinho desembolsando la suma de 3000 reales, como adelanto para garantizar el fraude.
En función de la participación de agentes de la Agencia Brasileña de Inteligencia (Abin) en la investigación del fraude en los Correos, se sospecha que fue el propio gobierno quien comandó las investigaciones, con el objetivo de engañar y deshacerse de aliados indeseados sin asumir el correspondiente coste político.
A partir de ahí, se traba una batalla política en la que el gobierno intenta sistemáticamente obstruir la instalación de una Comisión Parlamentaria Mixta de Interrogatorio (CPI) para investigar los hechos.
Un acontecimiento decisivo para la instalación de la Comisión fue el titular del periódico Folha de São Paulo de viernes 3 de junio: "Operación sofoca de la CPI cuesta R$ 400 millones". En el artículo "Operación contra CPI envuelve R$ 400 millones en enmiendas", publicado en la sección 'Brasil', el periódico denuncia que el gobierno estaría liberando la suma antes mencionada en la forma de enmiendas al presupuesto, como moneda de cambio para que el Legislativo no hiciera ninguna investigación.
Ante esa denuncia, buena parte de la base gobernante se une a la oposición y defiende la instalación de la CPI. Frenado y abandonado por sus ex aliados, Roberto Jefferson empieza el contraataque. El lunes 6 de junio, el mismo Folha de São Paulo publica una entrevista con el diputado del PTB, hasta entonces miembro de la bancada aliada del gobierno del presidente Luiz Inácio Lula da Silva. Roberto Jefferson se refirió a esa mensualidad como "mensalão".
[cita requerida]
La palabra "mensalão", o mensualidad pagada a los diputados, se vuelve famosa en todo el país por esta entrevista. Según Jefferson, el operador del "mensalão" sería el empresario Marcos Valério de Souza, cuyas agencias de publicidad SMP&B y ADN con sede en Curitiba eran responsables de varias cuentas de órganos públicos. La divulgación de la noticia profundiza la grave crisis política en el gobierno brasileño y el episodio queda conocido como "escândalo do mensalão" o escándalo de las mensualidades.
Después de la denuncia de una operación para acabar con la CPI y de la entrevista con Jefferson, se hace ineludible la instalación de la Comisión para investigar tanto las denuncias de corrupción en los Correos como las mensualidades.
Luego de perder esa batalla, el gobierno asume entonces la conquista de los cargos clave de la CPI de los Correos, instalada el 8 de junio. [cita requerida]La presidencia y la relatoría son ambas ocupadas por aliados del Palacio de Planalto: el senador Delcídio Amaral (PT-MS) y el diputado federal Osmar Serraglio (PMDB-PR), respectivamente.
Respecto de la CPI del mensalão, es instalada el 20 de julio, también con aliados del gobierno en los principales cargos. Como presidente es escogido el senador Amir Lando (PMDB-RO) y como relator, el diputado federal Ibrahim Abi-Ackel (PP-MG). Este último fue Ministro de Justicia en el gobierno Figueiredo, época en que fue acusado de implicación en el "escándalo de las joyas".

## Principales involucrados en el escándalo
A continuación, algunos de los principales personajes de la crisis.

### Del Partido de los Trabajadores (PT)
1. José Dirceu, acusado por Jefferson de ser el "jefe" y el "cerebro del mayor sistema de corrupción de la historia de la República".
2. José Genoíno, presidente del PT. Denunciado por utilizar a Marcos Valério como garante de préstamos al PT junto a los bancos de Brasil, Banco Rural y BMG. También hay sobre él la sospecha de los dólares incautados en los calzoncillos del asesor de su hermano, el diputado José Guimarães.
3. Delúbio Soares, tesorero del PT.
4. Marcelo Sereno, dirigente nacional del PT.
5. Silvio Pereira, dirigente nacional del PT, involucrado en escándalos de corrupción, en haber recibido una Land Rover de un proveedor de la Petrobras (que pudo ser beneficiado por decisión suya), y en el saqueo, junto con Delúbio y Sereno, de la suma de R$ 4.932.467,12.
6. João Paulo Cunha (PT-SP), expresidente de la Cámara. Su esposa es una de las personas que visitaron el Banco Rural en Brasilia. Su explicación inicial a la CPI de los Correos decía que ella había ido al banco sólo para pagar una cuenta de televisión por cable. Después se confirmó que había sacado R$ 50 mil. Discretamente, Cunha retiró la carta de la CPI. Después, los extractos del Rural confirmaron que ella recibió R$ 200 mil. Al preguntársele por el asunto, João Paulo Cunha dice que los repases de Marcos Valério serían "oportunamente justificados".
7. Paulo Rocha (PT-SP) - Exlíder del PT en la Cámara. Descubrieron a una de sus asesoras entre las personas que fueron al Banco Rural. Con la confirmación de los saqueos (por valor de R$ 920 mil), renunció al liderazgo del partido.
8. Profesor Luizinho (PT-SP), exlíder del gobierno en la Cámara, tuvo un asesor que recibió R$ 20 mil de Marcos Valério.
9. José Mentor (PT-SP), quien tuvo una actuación polémica como relator de la CPI del Banco Banestado cuando hizo desaparecer, inexplicablemente, las menciones al Banco Rural en el informe final de la CPI. Su bufete recibió R$ 60 mil de una cuenta del Banco Rural cuyo titular era una empresa de Marcos Valério.
10. José Nobre Guimarães (PT-CE), hermano de José Genuino. A su asesor le encontraron 100 000 dólares estadounidenses en el calzoncillo, además de 200 000 reales brasileños en la maleta. El diputado Guimarães también es acusado de recibir R$ 250.000,00 de las cuentas de Marcos Valério.
11. José Adalberto Vieira da Silva (PT-CE), preso por la Policía Federal con 100 000 dólares en el calzoncillo, asesor del diputado José Nobre Guimarães.
12. Josias Gomes (PT - BA), sospechoso de retirar, personalmente, la cuantía de 100 000 reales de las cuentas de Marcos Valério.
13. Luis Gushiken, exdirigente de la SECOM (Secretaria de Comunicación, hasta entonces con estatus de ministerio), que indicaba dirigentes para los fondos de pensión. Acusado de favorecimiento de una correctora de sus exsocios, vinculada a dichos fondos, que crecieron inexplicablemente después de la posesión del presidente Lula. Los fondos de pensión también son acusados de favorecimiento sospechoso al BMG y al Banco Rural (bancos utilizados por Marcos Valério) en la aplicación de sus recursos.

### De la bancada aliada al gobierno Lula
La llamada "bancada aliada" está conformada por los partidos que daban apoyo político al PT antes del inicio del escándalo: el Partido Laborista Brasileño (PTB), el Partido Progresista (PP), el Partido Libertador (PL) y el Partido del Movimiento Democrático Brasileño (PMDB).
1. Roberto Jefferson (PTB-RJ), quien dio origen al escándalo cuando denunció la práctica del mensalão. Acusado de operar un esquema de recaudación de "contribuciones electorales" de proveedores de estatales como los Correos, el Instituto de Reaseguros de Brasil (IRB) y Furnas. También es acusado de crimen electoral, al recibir 4 millones de reales directamente de las manos de Marcos Valério (enviado de José Dirceu) para el PTB, en una operación no declarada a la Justicia Electoral.
2. José Carlos Martínez (PTB-PR), diputado ya fallecido. Acusado de haber recibido un millón de reales
3. Romeu Queiroz (PTB-MG). Acusado de haber recibido 350 000 reales.
4. José Janene (PP-PR), citado por Jefferson desde el inicio, era acusado de distribuir las mensualidades para diputados de PP. Su implicación fue comprobada por el testimonio de su asesor João Cláudio Genu a la Policía Federal, que confesó hacer los saqueos y entregar el dinero a la tesorería del PP.
5. Pedro Corrêa (PP-PE), presidente del PP, también fue denunciado por Jefferson e inculpado por Genu.
6. Pedro Henry (PP-MT), exlíder de la Cámara, también fue implicado por el testimonio de Genu.
7. José Borba (PMDB-PR), exlíder del PMDB en la Cámara. Es acusado por la directora financiera de la SMPB de haber recibido 2,1 millones de reales, pero rehusó firmar el comprobante de saqueo (obligándola a ir hasta la agencia del banco para liberar el pago).
8. Valdemar Costa Neto (PL-SP), acusado de ser el distribuidor del mensalão para los diputados a la Cámara del PL. Su extesorero, Jacinto Lodos, es acusado de ser el mayor beneficiario de los saqueos de las cuentas de Marcos Valério en el Banco Rural, al recibir 10 837 500 reales. Para evitar el proceso de casación, el diputado renunció a las prebendas, antes de que fuera abierto el interrogatorio contra él.
9. Obispo Rodrigues (PL-RJ) - coordinaba la bancada de la Iglesia Universal del Reino de Dios en la Cámara. Pudo haber recibido 150 000 reales. Fue expulsado de su iglesia.
10. Anderson Adauto (PL-MG), exministro de los transportes, quien recibió, por intermedio de su jefe de gabinete, un millón de reales de Marcos Valério.

### Otros
1. Marcos Valério, empresario, sin partido. Siendo el "operador del mensalão", está siendo acusado de diversos crímenes de orden político, financiero, criminal, electoral y fiscal.
2. Eduardo Azeredo (PSDB-MG). No es acusado de implicación directa con el mensalão, pero es acusado de recibir recursos de Marcos Valério para componer el "cajero 2" de su campaña electoral.
3. Duda Mendonça, publicista responsable de la campaña electoral de Lula. Su socia, Zilmar de la Silveira, aparece como beneficiaria de Marcos Valério, quien recibió de ella 15,5 millones de reales.
4. Fernanda Karina Somaggio, secretaria de Marcos Valério. Su agenda fue incautada por la Policía Federal y confirma la implicación de Valério con Delúbio Soares y con diversos diputados acusados posteriormente de implicación con el esquema de corrupción. Denunció también que los pagos eran hechos en maletas repletas de dinero.
5. Renilda Soares, esposa de Valério. No añadió mucho a las investigaciones, pero denunció que José Dirceu tenía pleno conocimiento del esquema de corrupción de Valério, y que todo era hecho con su autorización.
6. Banco Rural y BMG, bancos utilizados por Marcos Valério para sus operaciones. También son los bancos que hicieron los supuestos préstamos al PT, intermediados por Marcos Valério. Sobre estas entidades hay sospechas de beneficios indebidos por parte de políticas del gobierno, que les habría depositado recursos millonarios de fondos de pensión (caso del Banco Rural), además de haber otorgado preferencias sin explicación al banco BMG en la concesión de licencia para obtención de crédito vinculado al Instituto Nacional de Seguro Social (INSS). De hecho, el patrimonio y los recursos aplicados de estos bancos aumentaron siete veces durante el gobierno Lula.

### En Portugal
1. Antonio Mexia, exministro de las Obras Públicas, Transportes y Comunicaciones de Portugal.
2. Miguel Antônio Igrejas Horta Costa, presidente de Portugal Telecom.

## Juicio
A lo largo de siete años de investigación, la causa acumuló 38 detenidos, 50 mil folios y 650 testimonios, involucrando a cinco partidos políticos, tres exministros y 11 diputados. El juicio comenzó el 2 de agosto de 2012. En la acusación, el entonces procurador general de la República Antonio Fernando de Souza calificó el escándalo como la acción de una «sofisticada pandilla» destinada a comprar el apoyo de partidos para el proyecto político del Partido de los Trabajadores y del expresidente Lula da Silva. En el alegato final, el procurador general Roberto Gurgel lo denominó como «el más atrevido y escandaloso esquema de corrupción y de desvío de dinero público ocurrido en Brasil». Durante el proceso, el abogado defensor de Roberto Jefferson acusó al expresidente Lula da Silva de ser la persona que ordenó el pago de los sobornos e instó a investigar al procurador general por el hecho de no haber presentado cargos contra el mandatario.

### Sentencia
El 22 de abril de 2013 el Supremo Tribunal Federal presentó formalmente el texto completo de la sentencia de primera instancia, iniciando al día siguiente el plazo de 10 días para presentar las apelaciones.
| Acusado                | Acusación                                                                                                | Sentencia                                                                      | Ref.                 |
| ---------------------- | --- | ------------------------------------------------------------------------------ | -------------------- |
| Marcos Valério         | asociación ilícita, peculado, lavado de dinero, corrupción activa y evasión impositiva                   | 37 años, 5 meses y 6 días de prisión más una multa de 3 millones de reales     | [ 13 ]               |
| Ramon Hollerbach       | asociación ilícita, peculado, lavado de dinero, corrupción activa y evasión impositiva                   | 29 años, 7 meses y 20 días de prisión más una multa de 2,79 millones de reales | [ 13 ] [ 14 ]        |
| Cristiano Paz          | asociación ilícita, peculado, lavado de dinero, corrupción activa y evasión impositiva                   | 25 años, 11 meses y 20 días más una multa de 2,5 millones de reales            | [ 13 ]               |
| Kátia Rabello          | asociación ilícita, lavado de dinero, gestión fraudulenta de institución financiera y evasión impositiva | 16 años y 8 meses de prisión más una multa de 1,5 millones de reales           | [ 13 ] [ 14 ] [ 15 ] |
| José Roberto Salgado   | asociación ilícita, lavado de dinero, gestión fraudulenta de institución financiera y evasión impositiva | 16 años y 8 meses de prisión más una multa de 1 millón de reales               | [ 13 ] [ 14 ]        |
| Simone Vasconcelos     | asociación ilícita, lavado de dinero, corrupción activa y evasión impositiva                             | 12 años, 7 meses y 20 días de prisión más una multa de 263,9 mil reales        | [ 13 ] [ 15 ]        |
| Henrique Pizzolato     | corrupción pasiva, lavado de dinero y peculado                                                           | 12 años y 7 meses de prisión más una multa de 1,3 millones de reales           | [ 13 ]               |
| José Dirceu            | asociación ilícita y corrupción activa                                                                   | 10 años y 10 meses de prisión más una multa de 676 mil reales                  | [ 13 ] [ 14 ] [ 15 ] |
| Pedro Corrêa           | asociación ilícita, corrupción pasiva y lavado de dinero                                                 | 9 años y 5 meses de prisión más una multa de 1,08 millones de reales           | [ 16 ]               |
| João Paulo Cunha       | corrupción pasiva, lavado de dinero y peculado                                                           | 9 años y 4 meses de prisión más una multa de 370 mil reales                    | [ 17 ]               |
| Delúbio Soares         | asociación ilícita y corrupción activa                                                                   | 8 años y 11 meses de prisión más una multa de 325 mil reales                   | [ 13 ] [ 14 ] [ 15 ] |
| Vinícius Samarane      | asociación ilícita, lavado de dinero, gestión fraudulenta de institución financiera y evasión impositiva | 8 años y 9 meses de prisión más una multa de 598 mil reales                    | [ 14 ] [ 18 ]        |
| Roberto Jefferson      | corrupción pasiva y lavado de dinero                                                                     | 7 años y 14 días de prisión más una multa de 720 mil reales                    | [ 19 ]               |
| Valdemar Costa Neto    | asociación ilícita, corrupción pasiva y lavado de dinero                                                 | 7 años y 10 meses de prisión más una multa de 2 millones de reales             | [ 20 ]               |
| Pedro Henry            | asociación ilícita, corrupción pasiva y lavado de dinero                                                 | 7 años y 2 meses de prisión más una multa de 932 mil reales                    | [ 21 ]               |
| José Genoino           | asociación ilícita y corrupción activa                                                                   | 6 años y 11 meses de prisión más una multa de 468 mil reales                   | [ 13 ] [ 14 ] [ 15 ] |
| Romeu Queiroz          | corrupción pasiva y lavado de dinero                                                                     | 6 años y 6 meses de prisión más una multa de 828 mil reales                    | [ 13 ]               |
| Rogério Tolentino      | asociación ilícita, lavado de dinero y corrupción activa                                                 | 6 años y 2 meses de prisión más una multa de 300 mil reales                    | [ 14 ] [ 22 ]        |
| Jacinto Lamas          | asociación ilícita, corrupción pasiva y lavado de dinero                                                 | 5 años de prisión más una multa de 260 mil reales                              | [ 13 ]               |
| João Cláudio Genu      | asociación ilícita, corrupción pasiva y lavado de dinero                                                 | 5 años de prisión más una multa de 260 mil reales                              | [ 23 ]               |
| Enivaldo Quadrado      | asociación ilícita y lavado de dinero                                                                    | 3 años y 6 meses de prisión más una multa de 28,6 mil reales                   | [ 14 ]               |
| Breno Fischberg        | asociación ilícita y lavado de dinero                                                                    | 3 años y 6 meses de prisión más una multa de 28,6 mil reales                   | [ 24 ]               |
| Carlos Alberto Quaglia | asociación ilícita y lavado de dinero                                                                    | anulación del proceso                                                          | [ 25 ]               |
| Geiza Dias             | asociación ilícita, lavado de dinero, corrupción activa y evasión impositiva                             | absuelta                                                                       | [ 23 ] [ 26 ]        |
| Ayanna Tenório         | asociación ilícita, lavado de dinero y gestión fraudulenta de institución financiera                     | absuelta                                                                       | [ 23 ] [ 27 ]        |
| Luiz Gushiken          | peculado                                                                                                 | absuelto                                                                       | [ 23 ] [ 28 ]        |
| Antônio Lamas          | asociación ilícita y lavado de dinero                                                                    | absuelto                                                                       | [ 14 ] [ 23 ]        |
| Anderson Adauto        | corrupción activa y lavado de dinero                                                                     | absuelto                                                                       | [ 14 ] [ 23 ]        |
| Anita Leocádia         | lavado de dinero                                                                                         | absuelta                                                                       | [ 14 ] [ 23 ]        |
| Duda Mendonça          | lavado de dinero y evasión impositiva                                                                    | absuelto                                                                       | [ 14 ] [ 23 ]        |
| João Magno             | lavado de dinero                                                                                         | absuelto                                                                       | [ 14 ] [ 23 ]        |
| José Luiz Alves        | lavado de dinero                                                                                         | absuelto                                                                       | [ 14 ] [ 23 ]        |
| Paulo Rocha            | lavado de dinero                                                                                         | absuelto                                                                       | [ 14 ] [ 23 ]        |
| Profesor Luizinho      | lavado de dinero                                                                                         | absuelto                                                                       | [ 14 ] [ 23 ]        |
| Zilmar Fernandes       | lavado de dinero y evasión impositiva                                                                    | absuelto                                                                       | [ 14 ] [ 23 ]        |

El 24 de diciembre de 2015 se publicó en el boletín oficial un decreto otorgándole el indulto a los diputados Roberto Jefferson, Pedro Henry, Romeu Queiroz y Bispo Rodrigues, el exdiretor del Banco Rural Vinícius Samarane y el abogado Rogério Tolentino. Tras ser confirmado por el Supremo Tribunal Federal, recuperaron su libertad el 22 de marzo de 2016. En junio de 2016 la justicia ordenó un embargo contra João Paulo Cunha y Marcos Valério, y amplió las multas a 10,9 millones de reales para Cunha y 536,4 mil reales para Valério, por considerar que se enriquecieron ilícitamente a costa del erario público.